# David Slama
David Slama (* 19. Februar 1946 in Prag, Tschechoslowakei als David Sláma; † 15. Oktober 2020) war ein tschechisch-deutscher Kameramann. Er lehrte an der Internationalen Filmschule Köln (ifs).

## Leben
Slama erhielt seine Kameraausbildung an den tschechoslowakischen Film- und Fernsehstudios Prag. Nach der Emigration 1968 studierte er ab 1969 in West-Berlin an der Deutschen Film- und Fernsehakademie (dffb) bei Michael Ballhaus und Peter Stein.
Ab 1973 drehte Slama als Kameramann über 80 Spiel- und Fernsehfilme u. a. mit den Regisseuren Luc Bondy, Reinhard Hauff, Peter Stein, Philipp Kadelbach, Andreas Prochaska, Carlo Rola und Adolf Winkelmann. Zudem arbeitete er mit seinem Mentor und Freund Michael Ballhaus für Martin Scorsese.
Parallel zu seiner künstlerischen Arbeit lehrte er an der Deutschen Film und Fernsehakademie, der Universität Hamburg, der Fachhochschule Dortmund und der Fachhochschule Hannover. Ab 2010 war Slama Professor für Kamera – Director of Photography Spielfilm an der IFS Köln und Mitglied der Deutschen Filmakademie. Er starb im Oktober 2020 im Alter von 74 Jahren.

## Filmografie (Auswahl)
- 1973: Ich dachte, ich wäre tot
- 1978: Die Abfahrer – Regie: Adolf Winkelmann
- 1979: Jede Menge Kohle – Regie: Adolf Winkelmann
- 1983: Schwarzfahrer – Regie: Manfred Stelzer
- 1983: Super – Regie: Adolf Winkelmann
- 1986: Triumph der Liebe – Regie: Luc Bondy
- 1987: Das Treibhaus – Regie: Peter Goedel
- 1988: Die letzte Versuchung Christi – Regie: Martin Scorsese, Second Unit
- 1989: Der Leibwächter – Regie: Adolf Winkelmann
- 1989: Die Zeit und das Zimmer – Regie: Luc Bondy
- 1990: Mit den Clowns kamen die Tränen – Regie: Reinhard Hauff
- 1991: Nordkurve – Regie: Adolf Winkelmann
- 1991: Tatort: Kinderlieb (Fernsehreihe)
- 1991: Schulz & Schulz II – Aller Anfang ist schwer (Fernsehreihe, 1 Folge)
- 1994: Polizeiruf 110: Kiwi und Ratte – Regie: Manfred Stelzer
- 1995: Polizeiruf 110: Über Bande – Regie: Manfred Stelzer
- 1995: Polizeiruf 110: Taxi zur Bank – Regie: Manfred Stelzer
- 1996: Du bist nicht allein – Die Roy Black Story
- 1996: Der letzte Kurier (Fernsehfilm)
- 1996: Der Blinde
- 1997: Tatort: Gefährliche Übertragung – Regie: Petra Haffter
- 1998: Edgar Wallace: Die unheimlichen Briefe
- 2004: Engelchen flieg – Regie: Adolf Winkelmann
- 2006: Tatort: Tod aus Afrika – Regie:  Andreas Prochaska
- 2006: Contergan – Regie: Adolf Winkelmann (TV-Zweiteiler)
- 2008: Das Ziegenmärchen – Altprager Märchen (als Koautor des Drehbuchs)
- 2010: Die Hindenburg – Regie: Philipp Kadelbach
- 2010–2021: Spuren des Bösen (Fernsehreihe)
  - 2010: Das Verhör
  - 2012: Racheengel
  - 2013: Zauberberg
  - 2014: Schande
  - 2015: Liebe
  - 2017: Begierde
  - 2019: Sehnsucht
  - 2021: Schuld
- 2011: Vermisst – Alexandra Walch, 17
- 2013: Unsere Mütter, unsere Väter (TV-Dreiteiler)
- 2014: Die Pilgerin (TV-Zweiteiler)
- 2016: Junges Licht – Regie: Adolf Winkelmann
- 2018: Mackie Messer – Brechts Dreigroschenfilm

## Auszeichnungen
- 1981: Deutscher Filmpreis Filmband in Gold – Beste Kamera Jede Menge Kohle
- 1997: Grimme-Preis mit Gold – Beste Kamera Der letzte Kurier
- 1998: Deutscher Kamerapreis – Der letzte Kurier
- 2007: Auszeichnung als Ehrenkameramann durch die Jury des Deutschen Kamerapreises
- 2011: Romy (Fernsehpreis) in Gold – Beste Kamera TV-Film für Spuren des Bösen
- 2011: Deutscher Fernsehpreis – Kamera Die Hindenburg
- 2013: Deutscher Fernsehpreis – Kamera Unsere Mütter, unsere Väter
- 2017: Krimipreis für innovatives Filmschaffen („Roland“-Filmpreis) – Kamera Spuren des Bösen[3]